# Velká Británie na Zimních olympijských hrách 2010
Velkou Británii na Zimních olympijských hrách 2010 reprezentovalo 52 sportovců (28 mužů a 24 žen) v 11 sportech.

## Medailisté
| Medaile | Jméno           | Sport    | Disciplína |
| ------- | --------------- | -------- | ---------- |
| Zlato   | Amy Williamsová | Skeleton | ženy       |